# لغات كلتية جزيرية
اللغات الكلتية الجزيرية (بالإنجليزية: Insular Celtic languages)‏ وهي نوع من اللغات الكلتية كانت موجودة في الجزر البريطانية وفي بروتاني وهي تختلف عن اللغات الكلتية القارية.
توجد ستة لغات كلتية جزيرية حاليا, وتنقسم لمجموعتين:
- عائلة اللغات الجودية:[4]

اللغة الأيرلندية - اللغة المنكية - اللغة الغيلية الاسكتلندية.
- عائلة اللغات البريثونية:

اللغة البريتانية - اللغة الكورنية - اللغة الويلزية.